# CDS - Partito Popolare
Il CDS - Partito Popolare (in portoghese: CDS - Partido Popular, CDS-PP) è un partito politico portoghese fondato nel 1974; inizialmente designato Partito del Centro Democratico Sociale (Partido do Centro Democrático Social), nel 1993 assunse il nome di Partito del Centro Democratico Sociale - Partito Popolare (Partido do Centro Democrático Social – Partido Popular) e nel 1995 quello di Partito Popolare (Partido Popular), venendo infine ridenominato nel 2009.
Si pone a destra del Partito Social Democratico.

## Storia
Affermatosi nel 1974 su iniziativa di Diogo Freitas do Amaral e Adelino Amaro da Costa, nel 1979 il PP diede vita alla coalizione moderata Alleanza Democratica con il Partito Social Democratico ed il Partito Popolare Monarchico, coalizione che vinse le elezioni del 1980, ma durò solo fino al 1983. Il PP perse ben 16 dei 46 parlamentari conquistati in precedenza.
Alle elezioni del 1987 e del 1991 il partito fu sostanzialmente decimato dal passaggio di propri esponenti verso il PSD, anche grazie alla forte personalità del leader del PSD, Aníbal Cavaco Silva. Il PP mantenne le proprie posizioni nelle elezioni amministrative ed in quelle europee, ma in Parlamento ottenne solo quattro deputati. Nelle elezioni del 1995 e 1999, il partito riuscì ad ottenere una compagine parlamentare di circa 15 deputati.
Nel 2002, il PP tornò al governo con il PSD ed ottenne i ministeri della difesa (retto dall'attuale leader Paulo Portas), della giustizia e delle politiche sociali. La coalizione ha però perso le elezioni del 2005 e nel 2009 a vantaggio del Partito Socialista. Nel 2011 invece, il PSD torna a vincere le elezioni e il CDS-PP entra a far parte del governo.
Alle elezioni del 2015 si presenta in lista col PSD ottenendo 18 seggi. Nonostante la lista di centrodestra risulti primo partito, rimarrà all'opposizione del nuovo governo di António Costa.
Nel 2019 il partito si presenta autonomamente, ma crolla al 4,3% e ottiene solo 5 seggi.

## Ideologia
Il PP si è caratterizzato, fin dalla sua fondazione, come un partito cattolico-conservatore, più a destra rispetto al PSD. È membro del gruppo parlamentare del Partito Popolare Europeo - Democratici Europei dagli anni '80, salvo tra il 1999 ed il 2004 quando si era schierato con l'Unione per l'Europa delle Nazioni, euroscettici e conservatori.

## Loghi

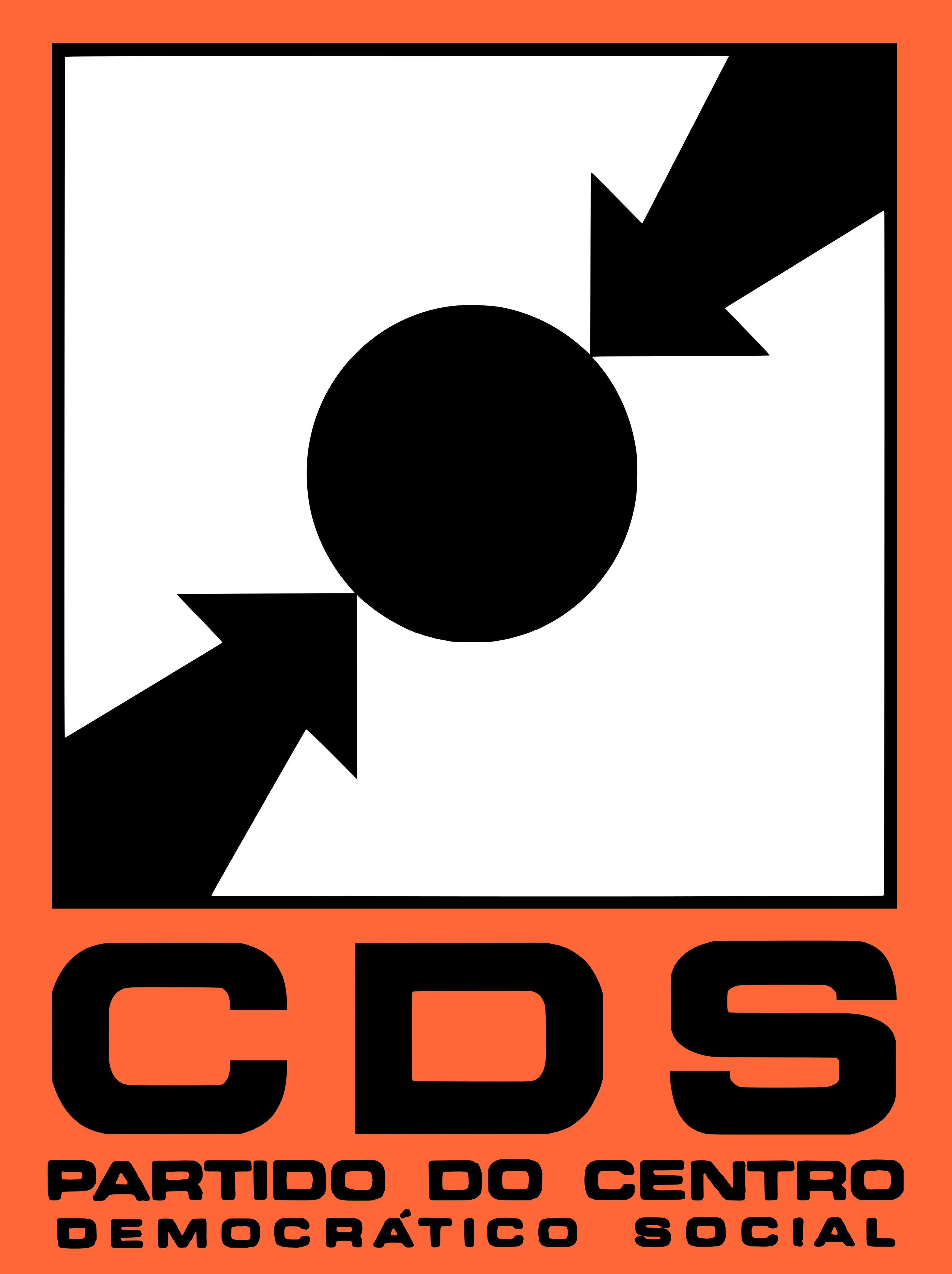
Logo dal 1975 al 1993
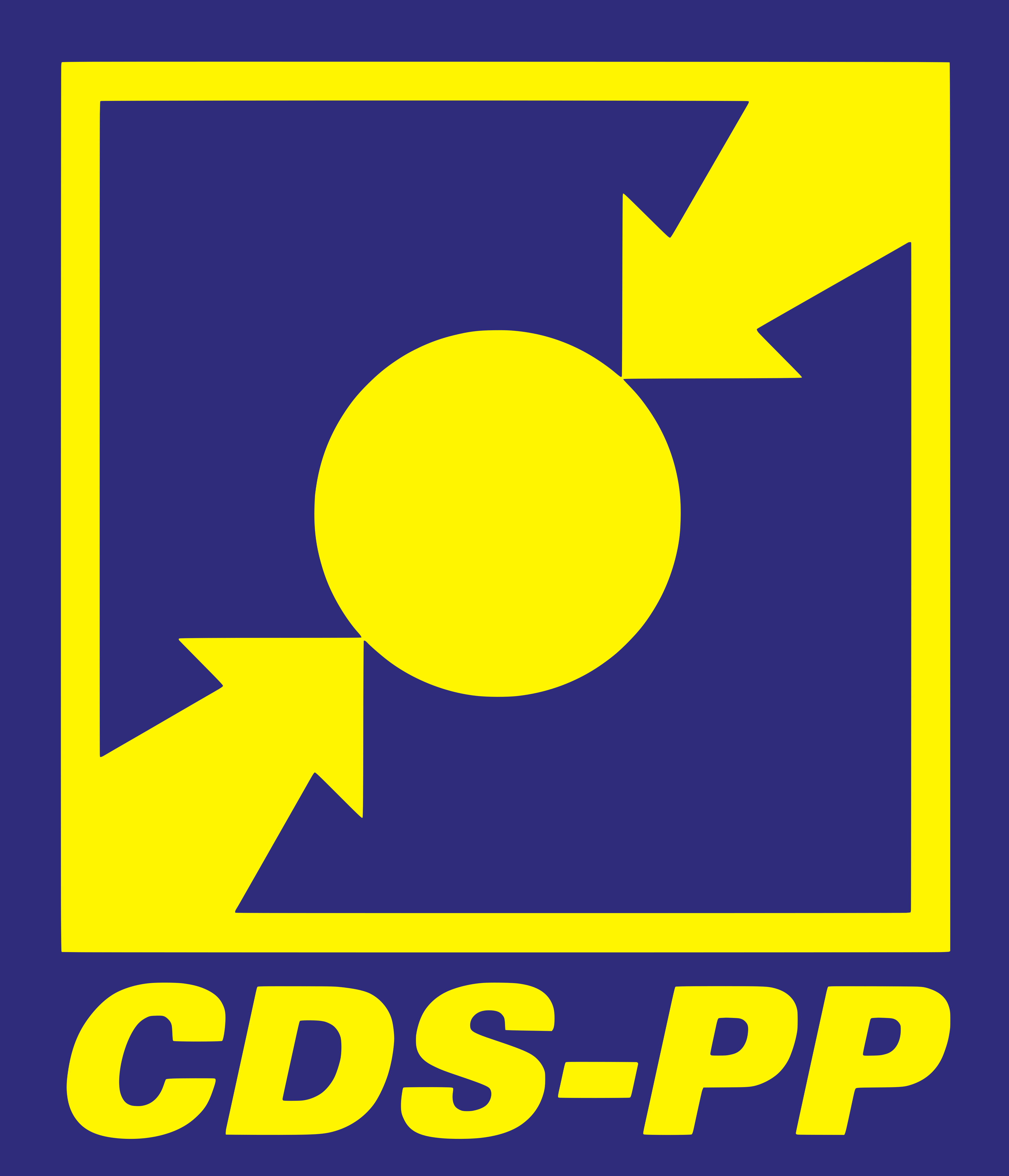
Logo dal 1993 al 2009
Logo dal 2009

## Risultati elettorali

### Elezioni legislative
| Data | Voti                    | %                       | +/-                     | Seggi    | +/-     | Status                | Note                  |
| ---- | ----------------------- | ----------------------- | ----------------------- | -------- | ------- | --------------------- | --------------------- |
| 1975 | 434 879                 | 7,6 (4.º)               |                         | 16 / 250 |         | Assemblea costituente | Assemblea costituente |
| 1976 | 876 007                 | 16,0 (3.º)              | 8,4                     | 42 / 263 | 26      | Opposizione           | Governo (1978)        |
| 1979 | Alleanza Democratica    | Alleanza Democratica    | Alleanza Democratica    | 43 / 250 | 1       | Governo               |                       |
| 1980 | Alleanza Democratica    | Alleanza Democratica    | Alleanza Democratica    | 46 / 250 | 3       | Governo               |                       |
| 1983 | 716 705                 | 12,6 (4.º)              |                         | 30 / 250 | 16      | Opposizione           |                       |
| 1985 | 577 580                 | 10,0 (5.º)              | 2,6                     | 22 / 250 | 8       | Sostegno parlamentare |                       |
| 1987 | 251 987                 | 4,4 (5.º)               | 5,6                     | 4 / 250  | 18      | Opposizione           |                       |
| 1991 | 254 317                 | 4,4 (4.º)               | Stabile                 | 5 / 230  | 1       | Opposizione           |                       |
| 1995 | 534 470                 | 9,1 (3.º)               | 4,7                     | 15 / 230 | 10      | Opposizione           |                       |
| 1999 | 451 643                 | 8,3 (4.º)               | 0,8                     | 15 / 230 | Stabile | Opposizione           |                       |
| 2002 | 477 350                 | 8,7 (3.º)               | 0,4                     | 14 / 230 | 1       | Governo               |                       |
| 2005 | 416 415                 | 7,2 (4.º)               | 1,5                     | 12 / 230 | 2       | Opposizione           |                       |
| 2009 | 592 997                 | 10,4 (3.º)              | 3,2                     | 21 / 230 | 9       | Opposizione           |                       |
| 2011 | 653 987                 | 11,7 (3.º)              | 1,3                     | 24 / 230 | 3       | Governo               |                       |
| 2015 | Portogallo Avanti       | Portogallo Avanti       | Portogallo Avanti       | 18 / 230 | 6       | Opposizione           |                       |
| 2019 | 221 774                 | 4,22 (5.º)              | N.D.                    | 5 / 230  | 13      | Opposizione           |                       |
| 2022 | 89 113                  | 1,60 (8.º)              | 2,6                     | 0 / 230  | 5       | Extra-parlamentare    |                       |
| 2024 | Alternativa Democratica | Alternativa Democratica | Alternativa Democratica | 3 / 230  | 3       | Governo               |                       |

### Elezioni presidenziali
| Data | Candidato supportato       | 1º Turno  | 1º Turno   | 2º Turno  | 2º Turno   |
| Data | Candidato supportato       | Voti      | %          | Voti      | %          |
| ---- | -------------------------- | --------- | ---------- | --------- | ---------- |
| 1976 | António Ramalho Eanes      | 2 967 137 | 61,6 (1.º) |           |            |
| 1980 | António Soares Carneiro    | 2 325 481 | 40,2 (2.º) |           |            |
| 1986 | Diogo Freitas do Amaral    | 2 692 597 | 46,3 (1.º) | 2 872 064 | 48,8 (2.º) |
| 1991 | Basílio Horta              | 696 379   | 14,2 (2.º) |           |            |
| 1996 | Aníbal Cavaco Silva        | 2 595 131 | 46,1 (2.º) |           |            |
| 2001 | Joaquim Ferreira do Amaral | 1 498 948 | 34,7 (2.º) |           |            |
| 2006 | Aníbal Cavaco Silva        | 2 401 015 | 50,5 (1.º) |           |            |
| 2011 | Aníbal Cavaco Silva        | 2 231 603 | 53,0 (1.º) |           |            |
| 2016 | Marcelo Rebelo de Sousa    | 2 413 956 | 52,0 (1.º) |           |            |
| 2021 | Marcelo Rebelo de Sousa    | 2 533 799 | 60,7 (1.º) |           |            |

### Elezioni europee
| Data | Voti                | %                   | +/-                 | Seggi  | +/-     |
| ---- | ------------------- | ------------------- | ------------------- | ------ | ------- |
| 1987 | 868 718             | 15,4 (3.º)          |                     | 4 / 24 |         |
| 1989 | 587 497             | 14,2 (4.º)          | 1,2                 | 3 / 24 | 1       |
| 1994 | 379 044             | 12,5 (3.º)          | 1,7                 | 3 / 25 | Stabile |
| 1999 | 283 067             | 8,2 (4.º)           | 4,3                 | 2 / 25 | 1       |
| 2004 | Forza Portogallo    | Forza Portogallo    | Forza Portogallo    | 2 / 24 | Stabile |
| 2009 | 298 423             | 8,4 (5.º)           |                     | 2 / 22 | Stabile |
| 2014 | Alleanza Portogallo | Alleanza Portogallo | Alleanza Portogallo | 1 / 21 | 1       |
| 2019 | 205 111             | 6,65 (5.°)          |                     | 1 / 21 | Stabile |